# As-Saika
As-Saika (en árabe: منظمة الصاعقة) (en español: rayo) es una milicia armada, y un grupo político y militar palestino que permanece activo en los campos de refugiados palestinos en Siria. As-Saika está organizada en dos mitades, una rama militar y una rama política, pero no hay mucha diferencia en el nivel organizativo de ambas, aunque el nivel de organización de la sección militar es mayor. El objetivo del grupo As-Saika es controlar los territorios palestinos, para formar un estado pan-árabe gobernado por el Partido Baaz Árabe y Socialista sirio. La milicia As-Saika fue creada por el gobierno baazista de Siria en 1966, cuando Salah Jadid era el presidente sirio.
El grupo As-Saika defiende la creación de un Estado socialista en Palestina, con derechos iguales para todos los ciudadanos del país. Adicionalmente, As-Saika defiende las ideologías del panarabismo y el baazismo, en Irak y Siria, esto significa que todos los países árabes, desde Marruecos hasta Irak, deben unirse para formar un mega-Estado panárabe, y obtener un poder internacional sin precedentes capaz de competir con las potencias imperialistas occidentales. As-Saika cree que el Estado de Palestina es una parte integrante e inseparable de la nación siria, y que el pueblo palestino debe unirse con sus hermanos y vecinos de la nación siria para hacer posible la liberación de Palestina. Respecto a la pregunta de si es posible negociar un final pacífico para el conflicto árabe-israelí, As-Saika coincide con los grupos del Frente Rechacista y con los yihadistas de Hamás y la Yihad Islámica, y responde a ello que la solución al conflicto sólo es posible mediante la lucha armada. Solamente mediante la lucha militar y con muchos sacrificios, los combatientes palestinos pueden liberar a la nación de Palestina.

## Historia del grupo

### SigloXX

#### Década de 1960
Durante los años 60 del siglo XX, varios grupos palestinos como Al Fatah y la OLP se crearon y desarrollaron en los campos de refugiados palestinos de Jordania, el Líbano, y Egipto. En aquella época, cada Estado árabe quería tener la mayor influencia dentro de estos grupos, como una manera de obtener el apoyo de la opinión pública en los países árabes. Entre los políticos árabes que ofrecieron su apoyo a estas organizaciones hay que señalar: el presidente de Egipto Gamal Abdel Nasser, el rey Huséin I de Jordania, y al presidente de Siria Salah Jadid.
El grupo As-Saika fue creado como parte de un programa del gobierno sirio para convertir a los refugiados palestinos que vivían en Siria en los futuros soldados del Partido Baaz Árabe Socialista Sirio. Los oficiales sirios ofrecían entrenamiento e instrucción militar a los combatientes palestinos deseosos de luchar por Palestina contra el Estado de Israel. Tras el ataque a Israel durante Guerra de los Seis Días en 1967, y el consiguiente ascenso gradual del líder palestino Yasir Arafat al puesto de jefe de la Organización para la Liberación de Palestina (OLP), el presidente sirio Salah Jadid decidió fundar un grupo que representara los intereses del régimen baazista sirio dentro de la organización.

#### Década de 1970
En 1970, mediante un golpe militar, Háfez al-Ásad se autoproclamó presidente de Siria, y eliminó a todos los dirigentes que habían apoyado al expresidente Jadid. El nuevo jefe de As-Saika se llamaba Zuheir Mohsen, era un militante baazista que escapó de Jordania durante el Septiembre Negro, un conflicto entre la OLP y las Fuerzas Armadas de Jordania.
As-Saika era una organización más pro-siria que no pro-palestina, y en 1976 combatió por los intereses sirios en Líbano durante la guerra civil libanesa. La lealtad de Muhsin por Assad fue probada cuando su ejército luchó contra los combatientes de la OLP, que según creía Al-Assad, amenazaban su control sobre el Líbano. Muhsin fue asesinado en 1979.
As-Saika llevó a cabo menos ataques que Fatah o el Frente Popular para la Liberación de Palestina (FPLP), pero sin embargo llevó a cabo dos acciones muy importantes. La ocupación de la embajada de Egipto en Turquía en 1979, como respuesta a los Acuerdos de Paz de Camp David, y el secuestro de un tren que iba de la URSS hacia Austria con refugiados judíos rusos, que querían emigrar a Israel, en 1973.
En la década de 1970, As-Saika luchó contra Arafat por el control de la OLP, y hubo luchas internas en los campos de refugiados, pero Arafat sobrevivió a los atentados contra su vida. As-Saika es uno de los grupos más extremistas que se unieron en 1974 para formar el Frente Rechacista contra el Programa de los Diez Puntos (excepto Fatah-RC).
Durante la guerra civil libanesa, As-Saika siempre apoyó al bando pro-sirio. Al principio del conflicto apoyó a la OLP, y a las milicias musulmanas libanesas, luego los sirios hicieron un pacto con los cristianos por temor a que hubiera un alzamiento islámico en Siria, y esta vez contara con el apoyo de algunos grupos sunitas del Líbano. Assad, un musulmán alauita, no podía aceptar un Estado islámico gobernado por sus rivales los sunitas.
Los prosirios, crearon As-Saika como la sección palestina del Partido Baaz Árabe y Socialista. Los dos primeros líderes del grupo, fueron Yusuf Zuayun y Mahmud al Muayta, los dos no tenían mucho poder, y fueron usados para defender los intereses políticos del presidente Yadid, contra el ministro de Defensa Háfez al-Ásad. Los objetivos de As-Saika eran claros: deponer a Yasir Arafat como jefe de la OLP y, por tanto, del movimiento de liberación nacional palestino, y también al Rey Huséin I de Jordania. Bajo el control de un líder duro como Asad, Muhsin creyó que el mundo árabe podía ser unificado.

#### Década de 1980
En la década de 1980 Arafat se afianzó como jefe de la OLP. Cada vez que los israelíes atacaban a las fuerzas de la OLP, Arafat se hacía más popular, y conseguía el apoyo de más refugiados palestinos y de más civiles palestinos, en la Franja de Gaza y en Cisjordania, con lo que iba disminuyendo la importancia del grupo pro-sirio As-Saika.
También disminuía la popularidad de Asad entre los palestinos, como respuesta ante sus actividades en el Líbano, que causaron la muerte de muchos refugiados, especialmente durante la Guerra de los Campamentos, entre 1985 y 1986. Ese conflicto fue entre una alianza de grupos terroristas opuestos a Arafat, contra aquellos que lo apoyaban.
Bajo el mando del coronel Said Muragha, un excombatiente de Fatah que formó el grupo Fatah al-Intifada, las fuerzas pro-sirias como As-Saika y la FPLP-CG trataron de matar a Arafat ya sus ayudantes, pero fracasaron porque los pro-sirios, las milicias falangistas libanesas, y las FDI, cometieron muchas atrocidades, incluyendo la ocupación de la mitad occidental de Beirut, y la matanza de los campos de refugiados palestinos de Sabra, Shatila y Burj el-Barajneh. El sucesor de Muhsen, Isam al-Qadi, coordinó las acciones militares de sus tropas conjuntamente con el presidente sirio Háfez al-Ásad.
En 1983 (durante la Guerra de los Campamentos), As-Saika y otros grupos radicales lucharon a favor del régimen sirio, y en contra el líder palestino Yasir Arafat, el jefe militar y político de la OLP. En cada ocasión, Arafat consiguió escapar, y se puso a salvo de sus perseguidores. Debido a su intento por acabar con Arafat, los baazistas sirios se ganaron la antipatía de una parte importante del pueblo palestino.

#### Década de 1990
Después de la guerra civil libanesa en 1991, y la firma de los acuerdos de paz de Oslo, terminó la época en la que As-Saika era un grupo importante. Desde 1999, la mayor parte de los grupos que formaban parte del Frente Rechacista, aceptaron negociar con el Estado de Israel, pero no lo hicieron así los grupos: As-Saika, Fatah-RC, el Frente Popular para la Liberación de Palestina Comando General (FPLP-CG), además de algunos otros grupos más pequeños y no tan importantes. As-Saika actualmente no tiene muchos apoyos, pero permanece activo en Siria, bajo el control del gobierno baazista del presidente sirio Bashar al-Ásad. As-Saika tiene una alianza con el FPLP-CG, los yihadistas de Hamás, y la Yihad Islámica Palestina. La mayor parte de los ataques realizados por el grupo As-Saika, han sido dirigidos contra objetivos situados en el Estado de Israel, y han sido efectuados a través de las fronteras terrestres existentes entre las naciones de Siria e Israel, y entre el Líbano y el Estado de Israel. El grupo As-Saika no ha llevado a cabo secuestros de aeronaves, a diferencia de otros grupos de la resistencia palestina como el FPLP.

### SigloXXI
As-Saika no tiene ya poder entre la comunidad palestina en el exilio, excepto en los campos de refugiados de Siria y el Líbano, e incluso en aquella nación, el grupo quedó muy debilitado tras la salida del país del Ejército Árabe Sirio en 2005.